# Сурена
Суре́на или Суре́н, также известен как Рустаха́м Суре́н (? — около 52 г. до н. э.) — парфянский спахбед (полководец) I века до н. э. Он был лидером Дома Суренов и наиболее известен тем, что победил римлян в битве при Каррах. Под его командованием парфяне нанесли решительное поражение численно превосходящим их римским войскам под командованием Марка Лициния Красса. Обычно это считается одним из самых ранних и важных сражений между Римской и Парфянской империями и одним из самых сокрушительных поражений в римской истории.

## Описание

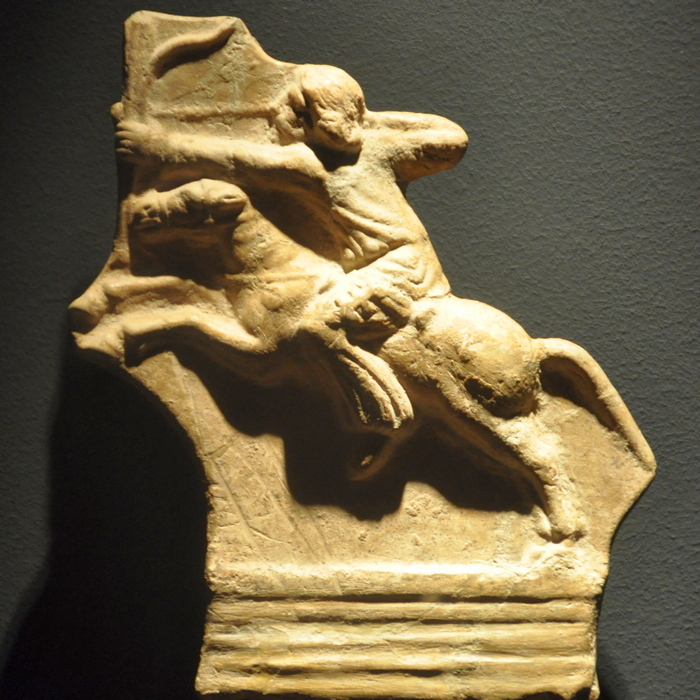
Парфянский конный лучник, расположенный в Палаццо Мадама, Турин.

Сурена является популярным именем в Иране. Это греческая и латинская форма имени Сурен, которое широко встречается в Армении. Сурен означает «героический, сильный». По более достоверным данным Сурена являлся представителем сакских племен, перебравшихся в Парфию из территории современной Средней Азии, долины реки Сырдарьи (в древности река Яксарт), вытесненных оттуда племенами гуннов. Боевая конница саков, использовалась парфянами для утверждения своего влияния в регионе, в борьбе с остатками греческого владычества, в лице царя Антиоха Сидета, а также в клановой борьбе отдельных представителей парфянских династий между собой. Имя же его могло происходить от сакского и согдийских наречий, в частности имени Сурхан, что означает «красный», «сильный», «храбрый».
В 54 г. до н. э. Сурена возглавлял войска Орода II (Хуруд II)в битве за город Селевкию и затем принудил Вавилон к капитуляции. Сурена (Сурхан) проявил себя в этой битве за престолонаследие (Ород II был до этого свергнут Митридатом III) и поспособствовал возвращению Орода II на престол Аршакидов.
В 53 г. до н. э. римляне начали продвижение на территории западных вассалов Парфянского царства. В ответ Ород II отправил конницу под командованием Сурены, с целью остановить продвижение римлян. Две армии встретились в битве при Каррах (на территории современной Турции, г. Харран), где парфяне благодаря использованию продуманной тактики разгромили наголову численно превосходящих их римлян. Рим потерпел одно из самых сокрушительных поражений (Плутарх упоминает о 20 тыс. павших римлянах и 10 тыс. военнопленных), но Парфия не смогла воспользоваться результатами этой победы и расширить свою территорию. Сам Сурена был вскоре казнён про приказу Орода II, вероятно, завидовавшего славе Сурены и опасавшегося его потенциальных притязаний на престол.
огромный ростом и самый красивый из всех; его женственная красота, казалось, не соответствовала молве об его мужестве — по обычаю мидян, он притирал лицо румянами и разделял волосы пробором
Плутарх, Красс. 24
«В некотором смысле положение [Сурены] в исторической традиции любопытным образом параллельно положению Рустама в [Шахнаме]». «И всё же, несмотря на преобладание Рустама в эпической традиции, никогда не удавалось найти ему убедительную историческую нишу».

## Портреты
- Последнее произведение французского драматурга XVII века Пьера Корнеля, трагедия под названием «Сурена», примерно основана на истории Сурены.